# Spinolaberg (helling)
De Spinolaberg is een helling gelegen op de steilrand van de Brabantse Wal nabij Steenbergen in het zuidwesten van de Nederlandse provincie Noord-Brabant. De helling is vernoemd naar de gelijknamige buurtschap Spinolaberg.

## Wielrennen
De helling zit in het fietsroutenetwerk ter plaatse.